# Brost-Stiftung
Die Brost-Stiftung ist eine gemeinnützige Stiftung mit Sitz in Essen. Sie fördert und entwickelt Projekte, die das Ruhrgebiet "voranbringen und stärken" sollen. Im Vordergrund der Förderung stehen vor allem innovative, kooperative und perspektivische Projekte im Ruhrgebiet. Die geförderten Ideen sollen aufgrund ihrer Innovationskraft auch außerhalb der Region Beachtung und Anerkennung finden und wertvolle Anstöße weit über das Ruhrgebiet hinaus geben. Die Brost-Stiftung wurde am 1. Juni 2011 gegründet. Die Stifterin war Anneliese Brost, die die Gründung testamentarisch verfügt hatte. Seit der Gründung 2011 wurden mehr als 196 Projekte gefördert.

## Ziele
Die Brost-Stiftung will die Identität, das kooperative Miteinander und die anpackende Selbsthilfe des Ruhrgebiets unterstützen. Sie fördert andere Körperschaften und entwickelt eigene Projekte in folgenden Bereichen:
- Kunst und Kultur
- Jugend- und Altenhilfe
- Volks- und Berufsbildung
- Förderung des öffentlichen Gesundheitswesens und der öffentlichen Gesundheitspflege
- Wohlfahrtspflege
- Mildtätige Zwecke

## Organisation

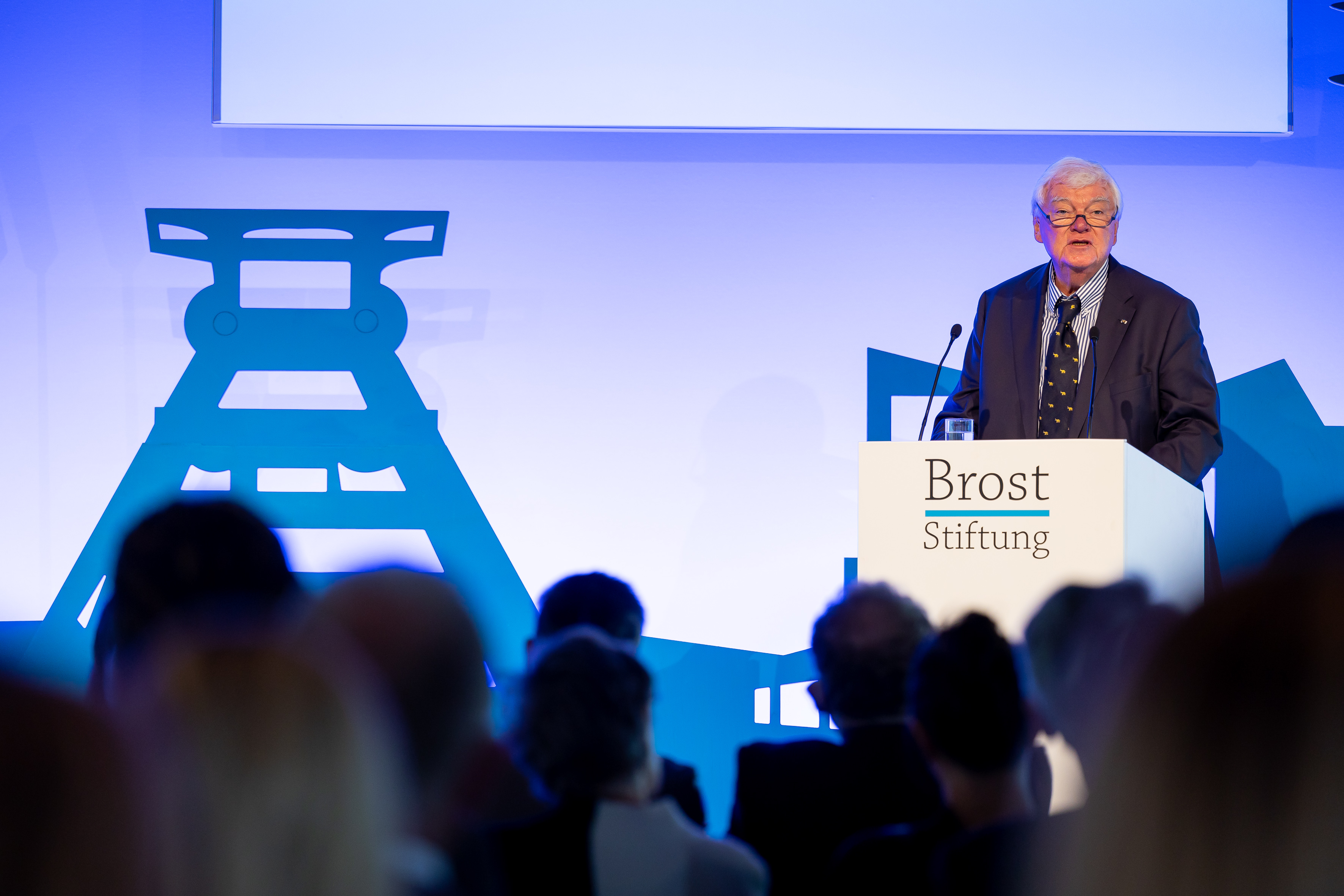
Prof. Bodo Hombach, Vorstandsvorsitzender der Brost-Stiftung bei seiner Rede auf dem Stiftungstag 2022 im Erich-Brost Pavillon auf Zeche Zollverein.

### Vorstand
Die Brost-Stiftung hat einen operativ tätigen vierköpfigen Vorstand, der sich sowohl um die strategische Ausrichtung der Stiftungsarbeit kümmert als auch über die Bewilligung von Förderanträgen entscheidet. Er berichtet regelmäßig an das Kuratorium, das seine Tätigkeit unterstützt und begleitet.
- Vorsitzender des Vorstands, Bodo Hombach
- Stellv. Vorsitzender des Vorstands, Boris Berger
- Mitglied des Vorstands, Christoph Dinklage
- Mitglied des Vorstands, Dieter Engels

### Kuratorium
Das siebenköpfige Kuratorium der Brost-Stiftung besteht aus Persönlichkeiten aus Politik, Wirtschaft und Kultur. Sie werden für jeweils drei Jahre durch den Vorstand bestellt. Die Aufgabe des Kuratoriums ist es, den Vorstand zu beraten und die Verwendung der Fördermitteln zu überwachen.
- Vorsitzender des Kuratoriums, Peter Müller (Ministerpräsident)
- stellv. Vorsitzende des Kuratoriums, Ulrike Demmer
- Mitglied des Kuratoriums, Tom Buhrow
- Mitglied des Kuratoriums, Anke Dieberg-Hemmerle[4]
- Mitglied des Kuratoriums, Armin Laschet
- Mitglied des Kuratoriums, Hendrik Wüst

### Finanzausschuss
- Vorsitzende des Finanzausschusses, Anke Dieberg-Hemmerle
- stellv. Vorsitzender des Finanzausschusses, Peter Müller
- Mitglied des Finanzausschusses, Claus-Michael Baier
- Mitglied des Finanzausschusses, Henning von der Forst

### Sozialbeirat
- Vorsitzender des Sozialbeirates, Jürgen Rüttgers
- Mitglied des Sozialbeirates, Susanne du Bois
- Mitglied des Sozialbeirates, Bischof Franz-Josef Overbeck
- Mitglied des Sozialbeirates, Nicole Selbach
- Mitglied des Sozialbeirates, Matthias Heidmeier

## Förderung

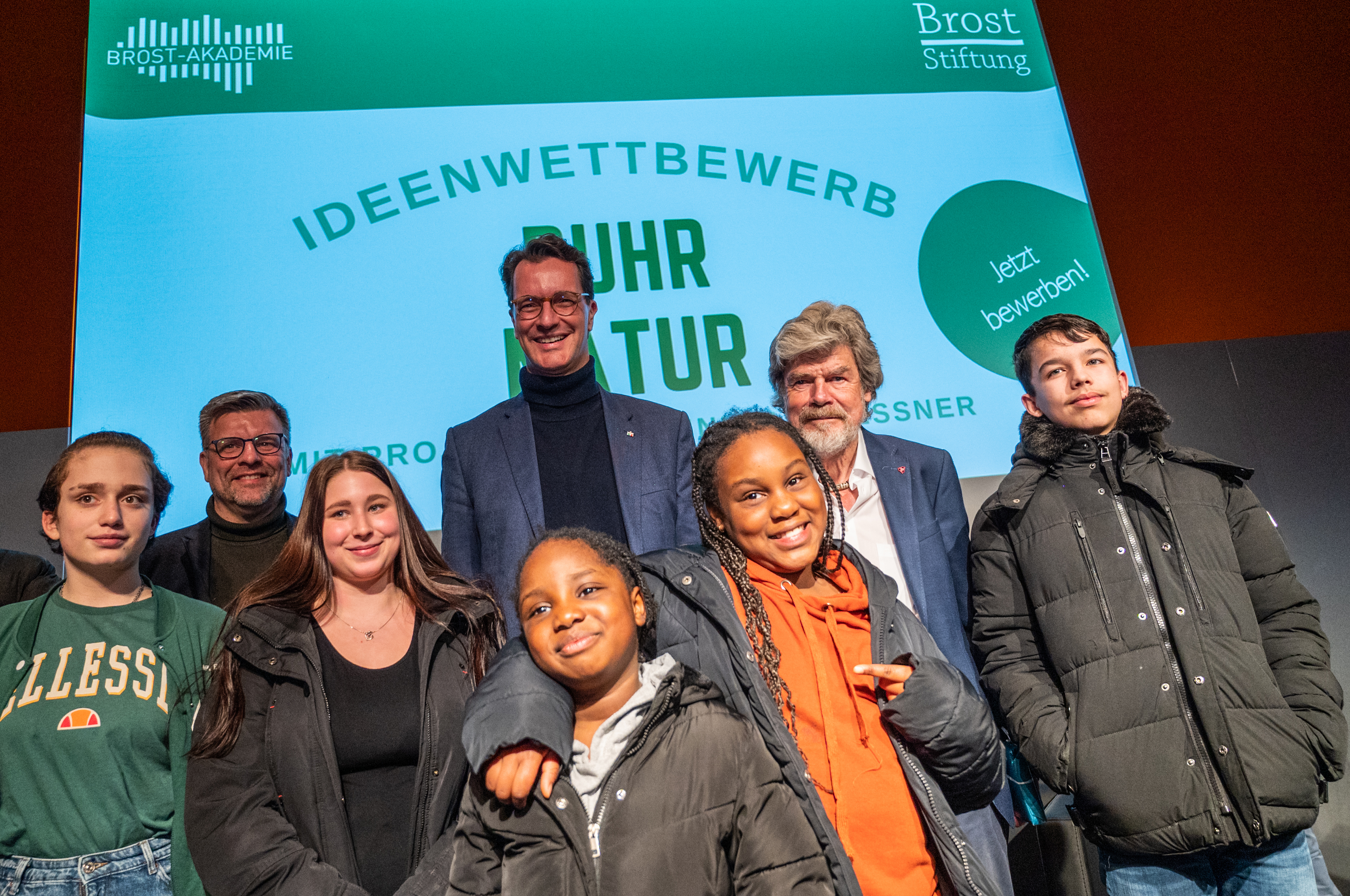
Das Projekt Ruhr Natur mit Projektpate Reinhold Messner beschäftigt sich mit Nachhaltigkeit und Umweltschutz. (Foto: 2023)

Seit 2011 hat die Brost-Stiftung bis Ende 2022 die Förderung von 196 Projekten bewilligt. Das Gesamtvolumen der bewilligten Fördermittel umfasst 41,9 Millionen Euro. Anteilig lagen die Eigenprojekte bei 38,8 % und die Fremdprojekte bei 61,2 %. Eigenprojekte sind alle von der Stiftung direkt initiierten und auch operativ umgesetzten Projekte. In den Fremdprojekten werden gemeinnützige Antragsteller gefördert, die im Sinne der Stiftung tätig sind.
Zu den geförderten Projekten gehören unter anderem die Fotoausstellung „Melting Pott“ von Till Brönner, der Bau des Anneliese Brost Musikforums Ruhr in Bochum, die Funktion als Metropolenschreiber(in) Ruhr – bei der Autorinnen und Autoren von außerhalb des Ruhrgebiets die Region bereisen und beschreiben – oder die Förderung der lit.RUHR, einem Ableger der lit.COLOGNE im Ruhrgebiet. Auch die Wanderausstellung „Von Fernen umgeben“ von Dieter Nuhr wird von der Brost-Stiftung gefördert. Gemeinsam mit Bergsteigerlegende Reinhold Messner hat die Stiftung im Jahr 2023 ein Projekt Namens „Ruhr Natur“ umgesetzt, welches sich mit Umweltschutz und Nachhaltigkeit auseinandersetzt und Schülerinnen und Schülern aus dem Ruhrgebiet Unterstützung bei deren Projekten bietet.